# انتخابات الرئاسة الهندية 1992
انتخابات الرئاسة الهندية 1992 هي انتخابات رئاسية جرت في 24 يوليو 1992، في الهند، لانتخاب رئيس الهند.
فاز بالانتخابات شانكار دايال شارما.